# Distrito de Briga
O Distrito de Briga (em alemão:  Bezirk Brig) é um dos 14 distritos do cantão suíço de Valais. Tem como capital a cidade de Briga-Glis. Neste distrito de Valais a língua oficial é o alemão.
Segundo o censo de 2010, o distrito ocupa uma área de 434 km2 e tem uma população total de 25 033 habitantes, o que implica uma densidade de 57,6 hab/km2. O distrito é constituído por 6 comunas .

## Imagens

Bandeira do Cantão de Valais
Armas de Briga
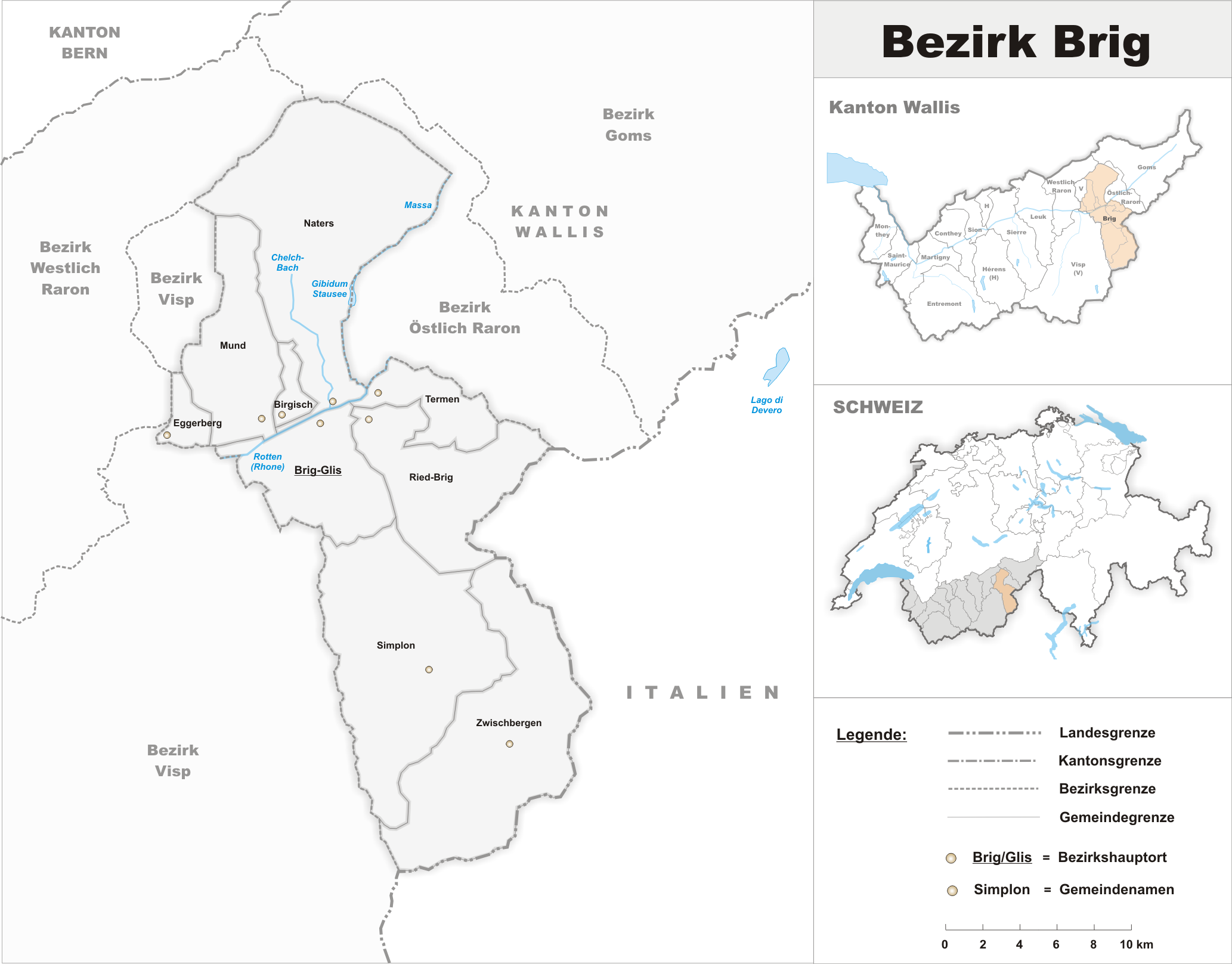
Distrito de Briga

## Comunas
O Distrito de Entremont é composto por 9 comunas:
| No OCS | De Birgisch a Zwischbergen |
| 6001   | Birgisch                   |
| 6002   | Briga-Glis                 |
| 6004   | Eggerberg                  |
| 6006   | Mund                       |
| 6007   | Naters                     |
| 6008   | Ried-Brig                  |
| 6009   | Simplon                    |
| 6010   | Termen                     |
| 6011   | Zwischbergen               |